# Karékine II Kazanjian
 (septembre 2017).
Si vous disposez d'ouvrages ou d'articles de référence ou si vous connaissez des sites web de qualité traitant du thème abordé ici, merci de compléter l'article en donnant les références utiles à sa vérifiabilité et en les liant à la section « Notes et références ».
Karékine II Kazanjian (en arménien Գարեգին Բ Գազանճյան ; né à Constantinople le 18 mai 1927, mort dans cette même ville le 10 mars 1998) est le 83e patriarche arménien de Constantinople. Il est élu à la tête du Patriarcat arménien de Constantinople en septembre 1990 et y reste jusqu'à sa mort.